# Europese Unie
De Europese Unie (EU) is een uit 27 Europese landen bestaand statenverband. De EU vindt haar oorsprong in de Europese Gemeenschap voor Kolen en Staal van 1951 en de Europese Economische Gemeenschap, in 1958 gevormd door zes landen (België, de Bondsrepubliek Duitsland, Frankrijk, Italië, Luxemburg en Nederland). In de jaren erna groeiden de Europese Gemeenschappen in omvang door de toelating van nieuwe lidstaten, en in macht door het uitbreiden van hun zeggenschap. Het Verdrag van Maastricht van 1992, in werking getreden in 1993, vormde de huidige Europese Unie. De laatste aanpassing aan de constitutionele basis was in 2009 met het (in 2007 ondertekende) Verdrag van Lissabon. In 2020 trok voor het eerst een lidstaat zich terug uit de Europese Unie, namelijk het Verenigd Koninkrijk.
De EU opereert via een systeem van onafhankelijke supranationale instituten en door de lidstaten intergouvernementeel gemaakte besluiten. Belangrijke instituten van de Europese Unie zijn onder andere de Europese Commissie, de Raad van de Europese Unie, de Europese Raad, het Europese Hof van Justitie en de Europese Centrale Bank. Het Europees Parlement wordt iedere vijf jaar gekozen door inwoners van de unie. Soms wordt, ook in officiële stukken, de term Europa als totum pro parte gebruikt waar feitelijk de Europese Unie of een van haar instituten bedoeld wordt.
De EU heeft een gemeenschappelijke interne markt ontwikkeld via een gestandaardiseerd rechtssysteem dat in alle lidstaten geldt. Binnen het Schengengebied (bestaande uit EU- en niet-EU-staten) zijn paspoortcontroles afgeschaft. Het EU-beleid richt zich op het vrij laten bewegen van arbeid, goederen, diensten en kapitaal, het uitvaardigen van wetgeving op het gebied van justitie en binnenlandse zaken en het aanhouden van een gemeenschappelijk beleid op het gebied van handel, landbouw, visserij en regionale ontwikkeling. Een monetaire unie, de eurozone, is gevestigd in 1999 en bestaat sinds januari 2023 uit 20 landen. De EU heeft permanente diplomatieke vestigingen over de wereld en wordt vertegenwoordigd in de Verenigde Naties, de WTO, de G8 en de G20. In 2012 werd aan de Europese Unie de Nobelprijs voor de Vrede toegekend, die werd uitgereikt op 10 december 2012 en namens de EU in ontvangst genomen door Herman Van Rompuy, Martin Schulz en José Manuel Barroso.

## Geschiedenis

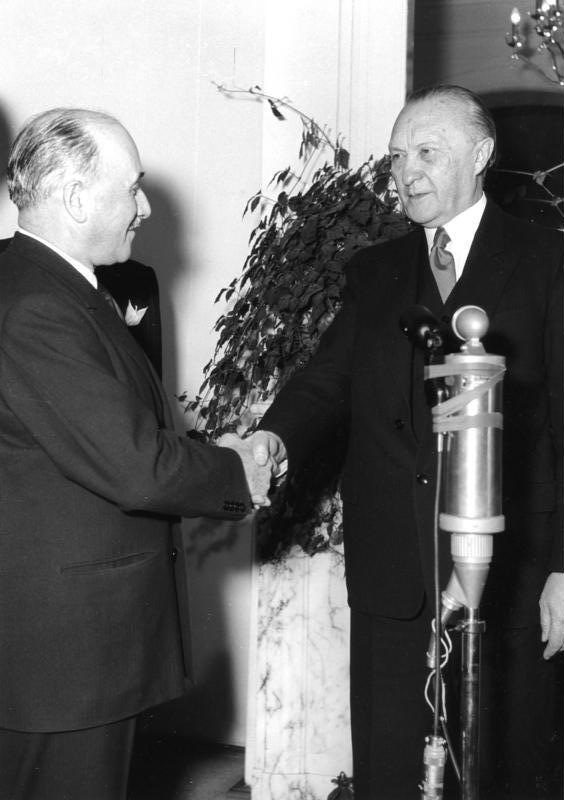
Jean Monnet en Konrad Adenauer stonden samen met Robert Schuman aan de wieg van het Schumanplan.

Na de Tweede Wereldoorlog vatte het idee post dat Europese integratie de enige manier was om af te rekenen met het vergaande nationalisme dat het continent tot dan toe geteisterd had. Jean Monnet, Robert Schuman en Konrad Adenauer presenteerden in een toespraak in 1950 het Schumanplan dat een oplossing moest bieden voor het Duitse probleem van potentiële herbewapening. Een jaar later werd de Europese Gemeenschap voor Kolen en Staal (EGKS) opgericht door het tekenen van het Verdrag van Parijs door België, de Bondsrepubliek Duitsland (West-Duitsland), Frankrijk, Italië, Luxemburg en Nederland.

De uitbreiding van de Europese Unie (Europese Gemeenschappen voor 1993) over continentaal Europa, sinds de oprichting in 1957

De EGKS bleek zo succesvol dat in 1957 besloten werd tot een verdere integratie. Het Verdrag van Rome, getekend door dezelfde zes landen, richtte de Euratom en de Europese Economische Gemeenschap op. In 1967 werden de drie organisaties door tekening van het Fusieverdrag samengevoegd, waarna ze verder werkten onder de naam Europese Gemeenschappen (EG). Dit leidde tot de oprichting van de Commissie, de Raad en het Parlement.
In 1973 werden Denemarken, Ierland en het Verenigd Koninkrijk lid van de EG. Griekenland werd lid in 1981, Spanje en Portugal in 1986. In 1990 traden de deelstaten uit de voormalige DDR toe tot de Bondsrepubliek en daarmee ook tot de EG. Het Verdrag van Maastricht, getekend in 1992, betekende de oprichting van de Europese Unie. Het legde de basis voor verdere vormen van samenwerking op het gebied van buitenlands en veiligheidsbeleid, op juridisch en intern vlak, en in de vorming van de Economische en Monetaire Unie. De Verdragen van Schengen zorgden voor een Europese interne markt. In 1995 werden Oostenrijk, Finland en Zweden lid van de EU.
De euro werd ingevoerd in 2002. In 2004 werden tien nieuwe landen lid van de EU: Cyprus, Estland, Hongarije, Letland, Litouwen, Malta, Polen, Slovenië, Slowakije en Tsjechië. In 2007 kwamen Bulgarije en Roemenië erbij, waarmee het aantal EU-lidstaten op 27 kwam. Om te zorgen dat de Unie ook na deze uitbreiding goed bestuurbaar bleef, werd in 2007 het Verdrag van Lissabon getekend. Op 1 juli 2013 trad Kroatië als 28e land toe tot de Unie.
Op 23 juni 2016 sprak de bevolking van het Verenigd Koninkrijk in een referendum zich uit voor het verlaten van de Europese Unie. Op 29 maart 2017 werd door Theresa May een beroep gedaan op artikel 50 uit het EU-verdrag. Daarmee waren de procedures die voorafgingen aan de uittreding van het Verenigd Koninkrijk definitief van start gegaan. Op 31 januari 2020 verliet het Verenigd Koninkrijk de Europese Unie officieel. Deze zogeheten brexit was de eerste keer dat een geheel land uit de EU trad (in 1985 trad Groenland uit de EG, maar Groenland geldt als een autonoom deel van Denemarken). Als gevolg hiervan deed de Unie demografisch en economisch een stap terug op het wereldtoneel en verloor ze een van de beide kernmachten.

### Tijdlijn
|                          |                                        |                                                          |                                                          |                                                          |                                                          |                           |                           |                    |      |          |      |
| 1948                     | 1952                                   | 1958                                                     | 1967                                                     | 1987                                                     | 1993                                                     | 1993                      | 1999                      | 2002               | 2003 | 2009     | 2011 |
| Brussel                  | EGKS                                   | EEG / Euratom                                            | Fusieverdrag                                             | Europese Akte                                            | EU-Verdrag                                               | EU-Verdrag                | Amsterdam                 |                    | Nice | Lissabon |      |
|                          |                                        |                                                          | Europese Gemeenschap voor Kolen en Staal (EGKS)          |                                                          |                                                          |                           |                           |                    |      |          |      |
|                          |                                        | Europese Gemeenschap voor Atoomenergie (EURATOM)         |                                                          |                                                          |                                                          |                           |                           |                    |      |          |      |
|                          | Europese Economische Gemeenschap (EEG) | Europese Economische Gemeenschap (EEG)                   | → P Ĳ L E R S →                                          |                                                          | Europese Gemeenschap (EG)                                | Europese Gemeenschap (EG) | Europese Gemeenschap (EG) | Europese Unie (EU) |      |          |      |
|                          | ↑Europese Gemeenschappen↑              | ↑Europese Gemeenschappen↑                                | ↑Europese Gemeenschappen↑                                | Justitie & Binnenlandse Zaken (JBZ)                      | Europese Gemeenschap (EG)                                | Europese Gemeenschap (EG) | Europese Gemeenschap (EG) | Europese Unie (EU) |      |          |      |
|                          |                                        | Politiële & justitiële samenwerking in strafzaken (PJSS) | → P Ĳ L E R S →                                          |                                                          |                                                          |                           |                           | Europese Unie (EU) |      |          |      |
|                          | Europese politieke samenwerking (EPS)  | Gemeenschappelijk buitenlands & veiligheidsbeleid (GBVB) | Gemeenschappelijk buitenlands & veiligheidsbeleid (GBVB) | Gemeenschappelijk buitenlands & veiligheidsbeleid (GBVB) | Gemeenschappelijk buitenlands & veiligheidsbeleid (GBVB) |                           |                           | Europese Unie (EU) |      |          |      |
|                          | Europese politieke samenwerking (EPS)  |                                                          |                                                          |                                                          |                                                          |                           |                           | Europese Unie (EU) |      |          |      |
| West-Europese Unie (WEU) |                                        |                                                          |                                                          |                                                          |                                                          |                           |                           | Europese Unie (EU) |      |          |      |
|                          |                                        |                                                          |                                                          |                                                          |                                                          |                           |                           |                    |      |          |      |

## Geografie

### Lidstaten
Sinds 1 februari 2020 omvat de Europese Unie 27 lidstaten, een grondgebied van 4.475.757 km² en ongeveer 447 miljoen inwoners. Indien men de Europese Unie als één land zou beschouwen, neemt zij qua grondgebied de zevende plek in op de wereldranglijst en qua bevolkingsgrootte – na China en India – de derde. 
De Europese Unie en de Schengenzone zijn geen synoniemen. Er zijn niet-EU-landen die zich in het Schengengebied bevinden (IJsland, Liechtenstein, Noorwegen, Zwitserland, Monaco, San Marino en Vaticaanstad) en EU-land Ierland maakt geen deel uit van het Akkoord van Schengen. 
Het hele eiland Cyprus maakt sinds 2004 deel uit van de Europese Unie, het noordelijk deel van Cyprus wordt echter sinds 1974 bezet door Turkije, dat daarmee een deel van het EU-grondgebied bezet.
Hier komt een overzicht van de huidige leden en sinds wanneer deze lid zijn van de EU of haar voorgangers.
| 1 januari 1952 - België - Italië - Duitsland (BRD) - Frankrijk - Nederland ¹ - Luxemburg 1 januari 1973 - Ierland - Denemarken ² - Verenigd Koninkrijk ³ | 1 januari 1981 - Griekenland 1 mei 1986 - Spanje - Portugal 3 oktober 1990 - Duitsland (DDR) 1 januari 1995 - Zweden - Finland - Oostenrijk | 1 mei 2004 - Slovenië - Letland - Slowakije - Litouwen - Estland - Tsjechië - Cyprus - Malta - Hongarije - Polen | 1 januari 2007 - Roemenië - Bulgarije 1 juli 2013 - Kroatië |

¹ betreft in praktijk vooral het Europese deel van Nederland, de Caribische delen van het Koninkrijk hebben een andere status
² uitsluitend (Europees) Denemarken, niet het eveneens bij het Koninkrijk Denemarken behorende  Groenland of  Faeröer
³ tot 1 februari 2020; dit was inclusief  Gibraltar, maar exclusief het Brits Kroonbezit (dat niet tot het Verenigd Koninkrijk behoort); het referendum van 23 juni 2016 heeft ertoe geleid dat het VK per 31 januari 2020 de Europese Unie verliet.

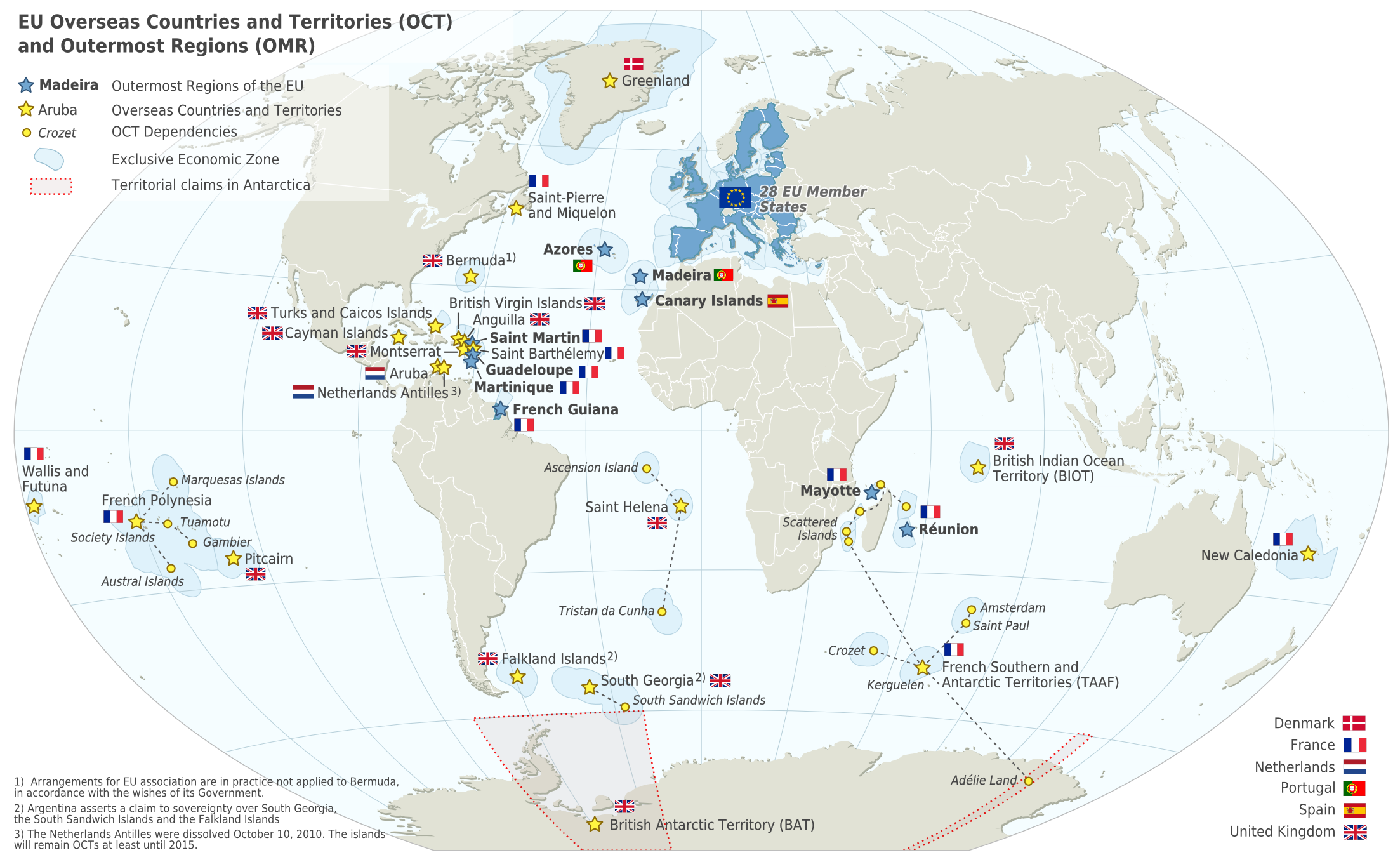
Overzeese gebiedsdelen

#### Overzeese gebiedsdelen
Een aantal lidstaten van de Europese Unie bezit overzeese gebiedsdelen. De zogenaamde ultraperifere gebieden maken integraal deel uit van de Europese Unie. Tot deze gebieden behoren de Canarische eilanden, de Franse overzeese departementen, de Franse overzeese gemeenschap Saint-Martin en de Portugese eilandengroepen de Azoren en Madeira (artikel 349 van het verdrag betreffende de werking van de Europese Unie [VWEU]).
Een andere status is de status van landen en gebieden overzee, waartoe onder meer Aruba, Curaçao, Sint Maarten (zelfstandige landen binnen het Koninkrijk der Nederlanden) en Caribisch Nederland behoren.

### Toekomstige uitbreidingen

Huidige lidstaten
Kandidaat-lidstaten
Potentiële kandidaat-lidstaten

#### Kandidaat lidstaten
Volgens het EU-verdrag kan iedere Europese staat lid worden van de EU, mits alle andere lidstaten hiermee instemmen. Dit principe van unanimiteit betekent dat één huidige lidstaat de toetreding van een kandidaat-lidstaat kan blokkeren.
De criteria waaraan de lidstaten moeten voldoen staan beschreven in de Criteria van Kopenhagen. Onderdeel van deze criteria is het volledig overnemen van het acquis communautaire.
Er zijn negen kandidaat-lidstaten:
- Albanië (sinds juni 2014)
- Bosnië en Herzegovina (sinds december 2022)
- Montenegro (sinds december 2010, toetredingsonderhandelingen geopend juni 2012)
- Noord-Macedonië (sinds december 2005)
- Servië (sinds oktober 2011, toetredingsonderhandelingen geopend januari 2014)
- Turkije (sinds december 1999, toetredingsonderhandelingen geopend oktober 2005)
- Moldavië (sinds 23 juni 2022, toetredingsonderhandelingen geopend december 2023)
- Oekraïne (sinds 23 juni 2022, toetredingsonderhandelingen geopend december 2023)
- Georgië (sinds 14 december 2023)

#### Potentiële kandidaat-lidstaten
- Kosovo (sinds april 2016)

## Instellingen

### Instellingen

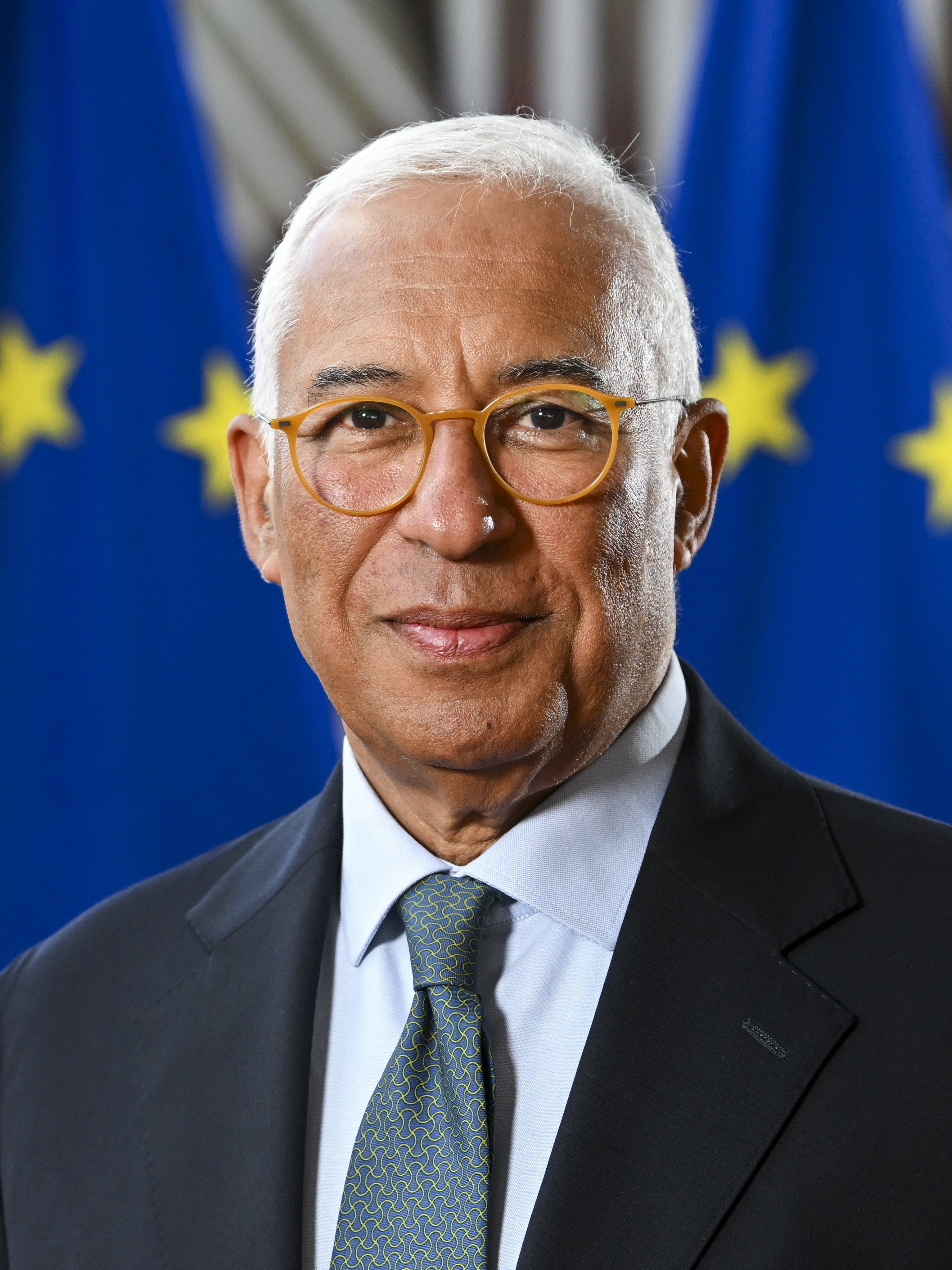
António Costa, de voorzitter van de Europese Raad

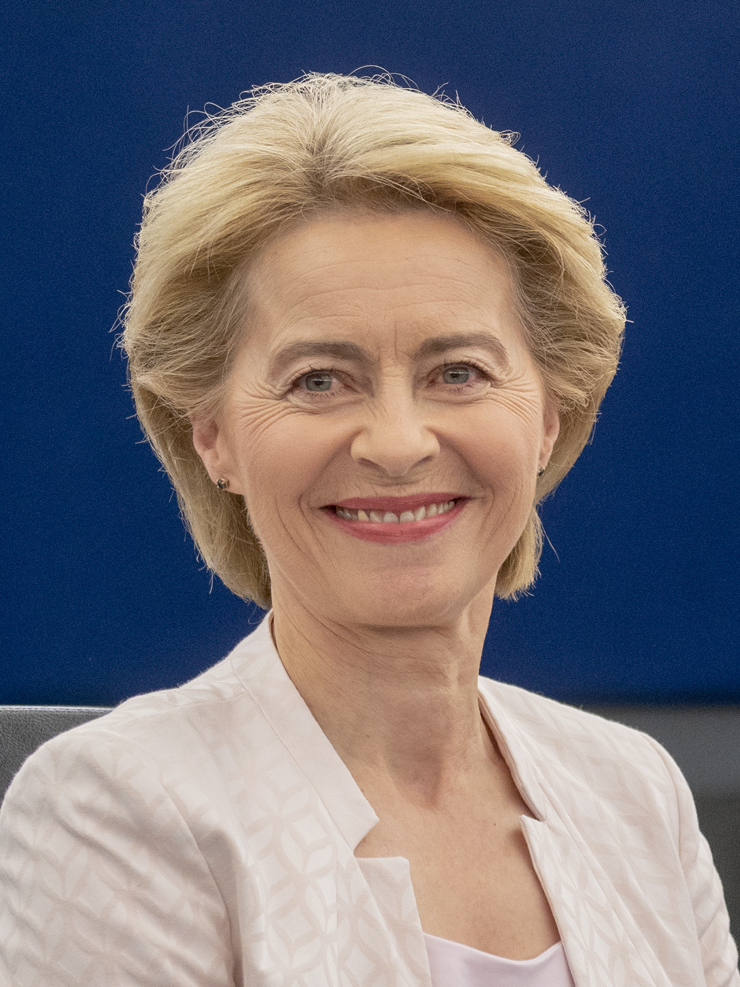
Ursula von der Leyen, de voorzitter van de Europese Commissie

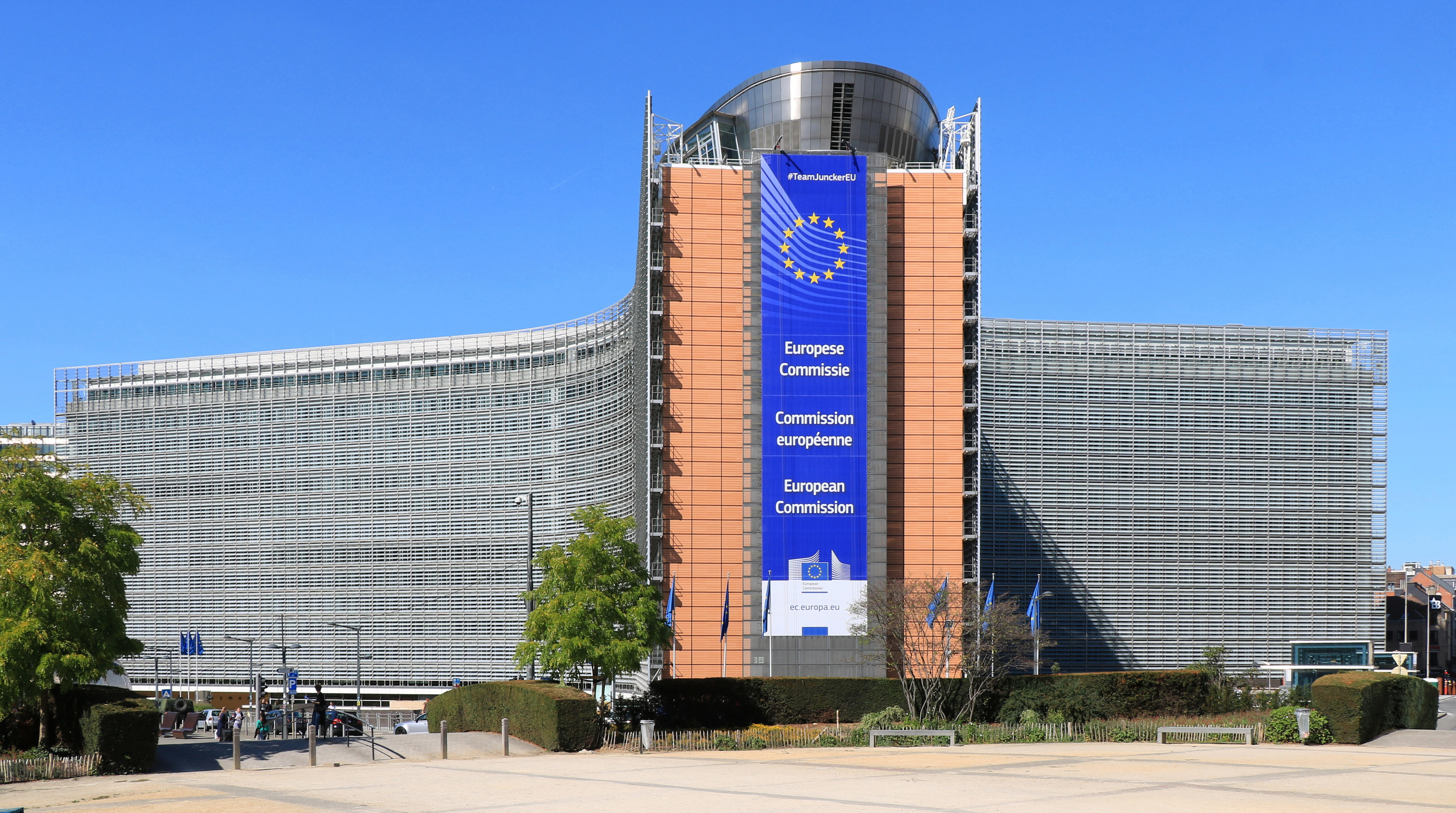
Het Berlaymontgebouw, hoofdkantoor van de Europese Commissie

De zeven instellingen van de Europese Unie zijn:
- Het Europees Parlement is de volksvertegenwoordiging van de Unie en bestaat uit maximaal 751 parlementariërs, die om de vijf jaar worden verkozen. Het deelt samen met de Raad de wetgevende macht van de EU. Het kan Europese wetten (richtlijnen, verordeningen ...) aannemen, wijzigen of verwerpen. Het Parlement beslist samen met de Raad over de Europese begroting. De benoeming van alle leden van de Commissie, dus inclusief de voorzitter en de hoge vertegenwoordiger van de Unie voor Buitenlandse Zaken en Veiligheidsbeleid, moet worden goedgekeurd door het Parlement voordat ze aan de slag kunnen.
- De Europese Raad (ook wel Europese top genoemd) bestaat uit de regeringsleiders van de 27 lidstaten. De Europese Raad geeft de nodige impulsen voor de ontwikkeling van de Unie en bepaalt de algemene politieke beleidslijnen en prioriteiten.
- De Raad van de Europese Unie (ook wel Raad van Ministers of kortweg Raad genoemd) varieert van samenstelling, afhankelijk van welk onderwerp besproken wordt. Hij bestaat uit de betreffende ministers van alle 27 lidstaten. De Raad oefent samen met het Parlement de wetgevingstaak en de begrotingstaak uit. Ook oefent hij zekere beleidsbepalende en coördinerende taken uit. De Raad besluit meestal met gekwalificeerde meerderheid van stemmen.
- De Europese Commissie is de uitvoerende tak van de EU en bestaat uit 27 eurocommissarissen, één uit elke lidstaat. De Commissie is de enige instelling die nieuwe wetten kan voorstellen, het zogenaamde recht van initiatief. Ook controleert ze of de lidstaten de Europese regelgeving wel goed naleven. De Commissie werkt onafhankelijk van de belangen van de lidstaten, de eurocommissarissen moeten in het Europees belang werken.
- Het Hof van Justitie van de Europese Unie heeft de rechterlijke macht. Het controleert of de Europese wetten correct worden nageleefd. Het zorgt ervoor dat de Europese wetten worden geïnterpreteerd en toegepast worden in elke lidstaat.
- De Europese Centrale Bank (die samen met de nationale Centrale Banken het Europees Stelsel van Centrale Banken vormt).
- De Europese Rekenkamer controleert de financiën van de Europese Unie.

### Andere instanties
Andere instanties zijn:
- De Europese Investeringsbank (met daarin inbegrepen het Europees Investeringsfonds).
- Het Comité van de Regio's vertegenwoordigt het regionaal belang en heeft enkel een raadgevende functie.
- Het Europees Economisch en Sociaal Comité adviseert voor het economisch en sociaal beleid (hoofdzakelijk de relaties tussen werkgevers en werknemers).
- De Europese Ombudsman, die klachten over verondersteld wanbeleid van EU-instellingen onderzoekt.

### Agentschappen
Er is ook een groot aantal EU-lichamen, vaak ingesteld door tweedegraads wetgeving, die een speciaal doel voor ogen hebben. Deze lichamen worden de agentschappen van de Europese Unie genoemd.

### Budget
De Europese Unie heeft een begroting van circa 130 miljard euro per jaar, gefinancierd door afdrachten uit de lidstaten. De EU-uitgaven vinden ook grotendeels plaats in en onder verantwoordelijkheid van de lidstaten. De Europese Rekenkamer beoordeelt jaarlijks of deze uitgaven volgens de regels en dus rechtmatig zijn gedaan. Voor 2012 was dit oordeel nog nooit positief geweest, omdat er te veel fouten werden gemaakt bij de besteding door de lidstaten en er onvoldoende controle op de besteding werd geconstateerd.
Zo'n driekwart van de inkomsten van de EU bestaan uit bijdragen door de lidstaten. De rest bestaat uit eigen middelen. De eigen inkomsten zijn invoerrechten die door de EU-landen worden geheven op producten die afkomstig zijn van landen buiten de EU, landbouwheffingen op goedkopere landbouwproducten die van buiten de EU worden geïmporteerd en een vast percentage van de btw-opbrengst van de lidstaten. De bijdragen van de lidstaten zijn gerelateerd aan de omvang van de nationale economie, het bruto nationaal inkomen (BNI). De BNI-afdracht van elke lidstaat is van twee factoren afhankelijk. De begroting van de EU mag geen tekort hebben. De BNI-afdracht is daarom variabel en dekt het verschil tussen alle uitgaven en de eigen middelen van de EU. Het aandeel van het BNI van de lidstaten in het EU-totaal wordt gehanteerd als verdeelsleutel. Het Nederlandse aandeel in het totale EU-BNI is iets minder dan 5%; Nederland betaalt dus iets minder dan 5% van het berekende verschil.
De Europese Unie gaf in 2011 zo'n 130 miljard euro uit. Dat is circa 1% van het bruto binnenlands product van de (toen 27) landen samen. Ter vergelijking, het nationale budget van Frankrijk is ongeveer 800 miljard euro. In tegenstelling tot de nationale begrotingen mag de Europese Unie geen begrotingstekort hebben. Alle uitgaven moeten door de inkomsten worden gedekt.
Ruim 40% van de totale begroting van de EU gaat naar de agrarische sector en de plattelandsontwikkeling. Dat is daarmee de grootste uitgavenpost op de begroting.
Een andere belangrijke uitgavenpost van de EU wordt gevormd door de zogenoemde structuur- en cohesiefondsen. Deze fondsen voor duurzame groei hebben tot doel de onderlinge economische verschillen tussen de regio’s te verkleinen en de economische structuur in de EU te verbeteren. Bij dit laatste spelen de aanleg van infrastructuur, plattelandsontwikkeling en bevordering van de werkgelegenheid een rol van betekenis. Het geld gaat voornamelijk naar arme regio's in de EU, maar ook naar rijkere landen, bijvoorbeeld voor de herstructurering van oude industriegebieden en scholing.
De verdeling in 2011 was als volgt:
| Omschrijving                               | Bedrag in euro  | % van totale uitgaven |
| ------------------------------------------ | --------------- | --------------------- |
| Gemeenschappelijk landbouwbeleid           | 57.374.500.000  | 44,3%                 |
| Duurzame groei                             | 54.731.600.000  | 42,3%                 |
| Administratie                              | 8.359.300.000   | 6,5%                  |
| De Europese Unie als mondiale partner      | 7.102.200.000   | 5,5%                  |
| Burgerschap, vrijheid, veiligheid en recht | 1.827.300.000   | 1,4%                  |
| Totaal:                                    | 129.394.900.000 | 100,0%                |

Te zien valt dat de kosten van de EU-administratie ongeveer 7% van de begroting uitmaken. Dit betreft de salarissen van de Europese ambtenaren, vertaal- en huisvestingskosten. Het totale personeelsbestand van de EU is 40.000, vergelijkbaar met dat van één ministerie in veel lidstaten.
In een onderzoek naar de EU-afdrachten tussen 2000 en 2015 meldde het Centraal Bureau voor de Statistiek dat Nederland tussen 2000 en 2015 naar verhouding de grootste nettobetaler was van alle EU-lidstaten.

## Rechtssysteem

### Verdragen
De EU is gegrondvest op twee verdragen: het Verdrag van Maastricht en het Verdrag van Rome. Latere verdragen hebben daarop voortgebouwd. Bij het Verdrag van Lissabon zijn deze twee verdragen geamendeerd en hernoemd naar respectievelijk Verdrag betreffende de Europese Unie en het Verdrag betreffende de werking van de Europese Unie. Daarnaast is er nog een apart verdrag voor Euratom.

### Wetgevingsprocedures

De gewone wetgevingsprocedure: de Raad en het Parlement moeten allebei beslissen over een voorstel van de Europese Commissie

Er is een aantal manieren waarop de Commissie, het Parlement en de Raad tot Europese wetgeving komen, waarvan de belangrijkste de gewone wetgevingsprocedure is. Zoals boven reeds vermeld is de Commissie de enige instelling met initiatiefrecht. Nieuwe wetsvoorstellen moeten vervolgens door het Parlement en de Raad worden goedgekeurd.
Sinds het Verdrag van Lissabon heeft ook de burger initiatiefrecht. Dit houdt in dat één miljoen burgers, afkomstig uit een significant aantal lidstaten, de Commissie kunnen vragen een voorstel te doen, als het tenminste om een bevoegdheid van de EU gaat. De precieze werking van dit initiatiefrecht moet nog verder worden uitgewerkt.

### Rechtsinstrumenten
De Europese Unie kent een aantal rechtsinstrumenten, waarvan de belangrijkste de Europese verordening en de Europese richtlijn zijn. Een verordening heeft directe rechtskracht, terwijl een richtlijn eerst in nationale wetgeving moet worden doorgevoerd.

### Mensenrechten
Voor de EU geldt het Handvest van de grondrechten van de Europese Unie. Tevens is in het op 1 december 2009 inwerking getreden Verdrag van Lissabon vastgelegd dat de Europese Unie zal toetreden tot het Europees Verdrag voor de Rechten van de Mens (EVRM) (artikel 6 lid 2 van het Verdrag betreffende de Europese Unie). Dit maakt het aan EU-zijde mogelijk om toe te treden tot het EVRM. De Raad van Europa moest echter wel wijzigingen doorvoeren in het EVRM om de toetreding door de EU mogelijk te maken. In april 2013 is er, na drie jaar onderhandelen, een ontwerpverdrag betreffende de toetreding door de EU tot het EVRM gepresenteerd. Dit verdrag moet worden geratificeerd door de EU, de lidstaten van de EU en de lidstaten van de Raad van Europa. De lidstaten van de EU zijn alle individueel al lidstaat van de Raad van de Europa en dus partij bij het EVRM.

## Verhouding tussen de EU en de lidstaten

### Bevoegdheidstoedeling
De EU volgt het beginsel van bevoegdheidstoedeling, hetgeen betekent dat ze enkel optreedt op de beleidsonderwerpen die de lidstaten de EU hebben toegedeeld. Bevoegdheden die niet aan de Unie zijn toegedeeld, behoren toe aan de lidstaten.
De bevoegdheden van de Europese Unie ten opzichte van de lidstaten zijn in het Verdrag van Lissabon expliciet vastgelegd. Ze worden ingedeeld in drie categorieën:
- Exclusieve bevoegdheden: enkel de EU kan op deze domeinen optreden. De lidstaten kunnen enkel nog de beslissingen van de EU uitvoeren.
- Gedeelde bevoegdheden: Zowel de EU als de lidstaten kunnen wetgevend optreden. Indien de EU wetgeving in deze sectoren uitvaardigt hebben de EU-regels wel voorrang op de nationale wetten die eventueel al bestonden. De meeste EU-bevoegdheden zijn van dit type.
- Ondersteunende, coördinerende en aanvullende bevoegdheden: zoals de naam het zegt mag de EU het beleid van de lidstaten in deze sectoren ondersteunen, aanvullen of coördineren. De lidstaten behouden echter altijd de volledige wetgevende vrijheid. De EU mag op deze gebieden geen harmonisatie tussen de verschillende nationale stelsels nastreven. Meestal nemen dit type bevoegdheden de vorm aan van een financiële bijdrage vanwege de EU.

| Exclusieve bevoegdheid voor de Unie Enkel de Unie mag op deze gebieden wetgeving aannemen en internationale akkoorden sluiten. - de douane-unie - mededingingsrecht - monetair beleid binnen de eurozone - het gemeenschappelijk visserijbeleid - de gemeenschappelijke handelspolitiek | Gedeelde bevoegdheid met de lidstaten Lidstaten mogen geen wetten aannemen die afbreuk doen aan reeds aangenomen Europese wetgeving - de interne markt - sociaal beleid - economische, sociale en territoriale samenhang - landbouw en visserij, behalve de instandhouding van de vispopulatie - milieu - consumentenbescherming - vervoer - trans-Europese netwerken - energie - de ruimte van vrijheid, veiligheid en recht - gemeenschappelijke veiligheidsvraagstukken op het gebied van volksgezondheid | Aanvullende bevoegdheid voor de Unie Handelingen van de Unie mogen enkel het beleid van lidstaten ondersteunen, coördineren of aanvullen - volksgezondheid - industrie - cultuur - toerisme - onderwijs, beroepsopleiding, jongeren en sport - civiele bescherming - administratieve samenwerking |

### Subsidiariteit en evenredigheid
De EU werkt volgens het subsidiariteitsbeginsel. Volgens dit beginsel komt de Unie alleen in actie als Europese samenwerking doeltreffender is dan eigen initiatieven van de afzonderlijke EU-landen, behalve als het gaat om onderwerpen waarvoor de EU exclusief bevoegd is.
Sinds het Verdrag van Lissabon is hier ook een rol voor de nationale parlementen weggelegd. Elk nationaal parlement kan aangeven of en waarom het een bepaald voorstel in strijd vindt met dit beginsel. In dat geval treedt een tweeledig mechanisme in werking.
- Als één derde van de nationale parlementen het voorstel strijdig vindt met het subsidiariteitsbeginsel, moet de Commissie het opnieuw in overweging nemen. Zij kan het voorstel dan handhaven, wijzigen of intrekken.
- Als een meerderheid van de nationale parlementen het voorstel strijdig vindt maar de Commissie voet bij stuk houdt, treedt een bijzondere procedure in werking. De Commissie moet duidelijk maken waarom, maar het Europees Parlement en de Raad besluiten uiteindelijk of zij de wetgevingsprocedure willen voortzetten of niet.

Een nationaal parlement kan ook naar het Hof van Justitie stappen als het meent dat een wet in strijd is met het subsidiariteitsbeginsel.
Volgens het evenredigheidsbeginsel dient het optreden van de Unie niet verder te gaan dan wat nodig is om de doelstellingen van de Verdragen te verwezenlijken.

### Rechtspositie
De lidstaten van de Europese Unie hebben in de loop van de tijd een aanzienlijke hoeveelheid soevereiniteit overgedragen aan de Europese Unie. De Europese Unie heeft als zodanig meer macht dan welke andere niet-soevereine regionale organisatie ook. Op verschillende terreinen begint de EU te lijken op een bondsstaat of een statenbond. De Unie blijft echter gebaseerd op verdragen tussen lidstaten, waaruit volgt dat de Unie slechts bestaat vanuit de wil van de lidstaten. Een lidstaat kan zich binnen twee jaar terugtrekken uit de Unie en wijzigingen aan de verdragen moeten door alle lidstaten individueel worden geratificeerd.
In dit opzicht lijkt de Europese Unie het meest op een statenbond, die in tegenstelling tot een bondsstaat niet soeverein is en dus ook slechts bestaat bij de gratie van de lidstaten. Een statenbond in de traditionele zin van het woord heeft echter veel meer macht, vooral op het gebied van buitenlandse zaken en defensie. De meeste mensen classificeren de Europese Unie daarom als een structuur sui generis, een unieke vorm van samenwerking tussen landen.
Sinds de oprichting bij het Verdrag van Maastricht bezit de Unie rechtspersoonlijkheid. Dit machtigt de Unie overigens geenszins wetgevend of anderszins op te treden buiten de bevoegdheden die de lidstaten haar in de verdragen hebben toegedeeld.

### Intergouvernementalisme en supranationalisme
Binnen de EU bestaat een spanningsveld tussen intergouvernementele en supranationale tendensen. Intergouvernementalisme is een methode van besluitvorming in internationale organisaties waarbij de macht bij de lidstaten ligt en beslissingen met unanimiteit genomen moeten worden. Afgevaardigden van de regeringen of van gekozen vertegenwoordigingen hebben uitsluitend adviserende of uitvoerende functies. De meeste internationale organisaties hebben tegenwoordig een intergouvernementele grondslag.
Supranationalisme is een andere methode van besluitvorming. Hier ligt de macht bij onafhankelijke afgevaardigden van de regeringen of van gekozen vertegenwoordigingen. Lidstaten hebben nog steeds macht, maar moeten deze delen met andere instanties. Bovendien worden beslissingen nu bij meerderheid van stemmen genomen. Het kan dan ook gebeuren dat een lidstaat, gedwongen door andere lidstaten, een beslissing tegen zijn wil moet uitvoeren.
Beide vormen van besluitvorming hebben aanhangers binnen de EU. Voorstanders van supranationalisme redeneren dat dit het proces van integratie kan versnellen. Wanneer beslissingen de unanieme goedkeuring van alle betrokken regeringen vereisen, kan het jaren duren voor een besluit valt, als het er al ooit van komt. Voorstanders van intergouvernementalisme argumenteren dat supranationalisme de soevereiniteit en het democratisch gehalte van afzonderlijke staten in gevaar brengt en menen dat de legitimiteit van gemeenschappelijke besluiten alleen afgeleid kan worden van de legitimiteit van de nationale regeringen. Frankrijk is traditioneel een voorstander van een intergouvernementele EU geweest. Dit geldt ook voor eurosceptische landen als het Verenigd Koninkrijk en Denemarken. Landen als België, Duitsland en Italië neigen meer naar de supranationale benadering. In de praktijk balanceert de EU tussen beide. Deze balans is echter een moeizaam compromis, dat vaak tot ingewikkelde besluitvormingsprocedures leidt.

## Beleidsdomeinen

### Economie
Binnen de EU wordt gestreefd naar economische integratie van de lidstaten. Zo heeft de EU een gemeenschappelijke markt en is er een gemeenschappelijke munt tussen de 20 landen van de eurozone. Als één handelsblok beschouwd heeft de EU een bruto binnenlands product van 18,14 biljoen dollar in 2008. Dat is 30% van het wereldtotaal. Daarmee is de EU de grootste economie ter wereld. Het is eveneens de grootste exporteur ter wereld, de op een na grootste importeur en de grootste handelspartner van vele grote landen als India en China. 170 van de 500 grootste bedrijven ter wereld hebben hun hoofdzetel in de EU.
| Organisatie  | Oppervlakte (in km²) | Bevolking     | NNP (PPP) (miljoen $) | NPG (PPP) (in $ per hoofd) | Lid- staten |
| ------------ | -------------------- | ------------- | --------------------- | -------------------------- | ----------- |
| NAFTA        | 21.588.638           | 430.495.039   | 12.889.900            | 29.942                     | 3           |
| UZAN         | 17.715.335           | 366.669.975   | 2.635.349             | 7187                       | 12          |
| EU           | 3.977.487            | 446.800.000   | 18.164.752            | 36.484                     | 27          |
| AU           | 29.797.500           | 766.848.000   | 1.515.000             | 1896                       | 53          |
| ASEAN        | 4.497.493            | 553.900.000   | 2.172.000             | 4044                       | 10          |
| GOS          | 22.402.200           | 290.000.000   | 1.500.000             | 5000                       | 12          |
| Grote landen |                      |               |                       |                            | Deelstaten  |
| India        | 3.287.590            | 1.065.070.607 | 3.033.000             | 2900                       | 34          |
| China        | 9.596.960            | 1.298.847.624 | 6.449.000             | 5000                       | 33          |
| VS           | 9.631.418            | 293.027.571   | 10.990.000            | 37.800                     | 50          |
| Canada       | 9.984.670            | 32.507.874    | 958.700               | 29.800                     | 13          |
| Rusland      | 17.075.200           | 143.782.338   | 1.282.000             | 8900                       | 89          |

Cijfers uit 2003. Blauw voor het grootste, groen voor het kleinste van de vergeleken blokken.
De EU wordt omschreven als een "opkomende supermacht". In termen van nominaal bruto binnenlands product is de Europese Unie de derde grootste economische regio ter wereld, na de Verenigde Staten en de China. De overgrote meerderheid van de lidstaten biedt een van de hoogste levensstandaarden ter wereld, zoals gemeten door de Human Development Index.

#### De interne markt

De EER bestaat uit de
Europese Unie
Europese Vrijhandelsassociatie (behalve Zwitserland)

De EU heeft gezorgd voor een Europese interne markt. De interne markt omvat een ruimte zonder binnengrenzen waarbinnen economische productiefactoren (goederen, personen, diensten en kapitaal) zich vrijelijk kunnen bewegen.
De Europese Unie vormt samen met IJsland, Liechtenstein en Noorwegen (verenigd in de Europese Vrijhandelsassociatie) de Europese Economische Ruimte (EER). Ook Zwitserland heeft bilaterale afspraken met de EU.
De Unie omvat ook een douane-unie. Dit houdt in dat er geen heffingen zijn in het verkeer tussen lidstaten onderling en dat er een gemeenschappelijk douanetarief is voor betrekkingen met derde landen.

#### De euro

Eurozone
EU-lidstaten met verplichting de euro in te voeren
EU-lidstaten die een uitzonderingsbepaling hebben op het invoeren van de euro
Gebieden buiten de EU die de euro gebruiken krachtens een overeenkomst met de EU
Gebieden buiten de EU die de euro gebruiken zonder een overeenkomst met de EU

De euro is de munteenheid van de Economische en Monetaire Unie, een groep van 20 EU-lidstaten die de euro als betaalmiddel hebben ingevoerd. Daarnaast wordt de euro nog in zes andere Europese landen gebruikt: Andorra, Monaco, Vaticaanstad, San Marino, Kosovo en Montenegro. Daarmee is de euro het dagelijkse betaalmiddel van zo'n 330 miljoen Europeanen. De euro functioneert als de op een na grootste reservemunt en is de op een na vaakst verhandelde munt ter wereld. De Europese Centrale Bank in Frankfurt is verantwoordelijk voor het monetair beleid binnen de eurozone. De euro heeft het geldverkeer binnen de Europese Unie aanzienlijk vereenvoudigd; waar vroeger met minstens een tiental verschillende valutawaarden gerekend werd, geldt er nu een.

### Justitiële en politiële samenwerking
Ook op justitieel en politieel vlak wordt samengewerkt. Zo wordt er in het kader van Europol samengewerkt tussen de verschillende politiemachten, er is een Europese Politieacademie en de mogelijkheid tot een Europees aanhoudingsbevel. Eurojust is een samenwerkingsverband tussen aanklagers. Frontex houdt zich bezig met de buitengrens. Er bestaat een Schengen Informatie Systeem.

### Landbouw
Het landbouwbeleid was een van de eerste domeinen waar de bevoegdheden volledig op het Europese niveau lagen. In de beginjaren van het Europese landbouwbeleid werd een systeem van prijssteun opgezet: producenten van landbouwproducten kregen voor hun producten gegarandeerde minimumprijzen. Overschotten werden opgekocht. Dit systeem werkte goed om na de Tweede Wereldoorlog vanuit een tekortsituatie naar zelfvoorziening te evolueren. Maar dit systeem botste al snel tegen zijn limieten aan: grote overschotten en uit de hand lopende budgettaire kosten. Naar deze overschotten werd ook wel verwezen aan de hand van de begrippen boterberg, melkplas en wijnzee. In de jaren 90 en 2000 werden daarop hervormingen uitgewerkt. Tegenwoordig is de steun die boeren krijgen gekoppeld aan bepaalde voorwaarden inzake milieu, voedselveiligheid en dierenwelzijn en is de steun niet meer direct gerelateerd aan de geproduceerde hoeveelheid. Sinds deze hervormingen is het Europese landbouwbeleid ook conform de regels van de Wereldhandelsorganisatie (die in 1995 werd opgericht).

### Energie

In 2020 haalde hernieuwbare energie voor de eerste keer fossiele brandstoffen in als belangrijkste bron van elektriciteit van de Europese Unie.

In 2016 kwam de energie die de EU gebruikte uit aardolie (33%), aardgas (24%), steen- en bruinkool (15%), uranium (14%) en uit duurzame energiebronnen (14%). In totaal werd 1.600 miljoen ton olie-equivalent (Mtoe) gebruikt (circa 67.000 PJ of 19.000 TWh). Deze totale energie is niet de energieproductie of het eindgebruik, maar de zogeheten TPES (total primary energy supply).
Ongeveer 30% van de TPES ging verloren, vooral bij elektriciteitsopwekking met kolen en uranium en bij transport. Voor eindgebruikers resteerde 1040 Mtoe, waarvan 240 Mtoe gebruikt werd in de vorm van 2790 TWh aan elektriciteit. 8% van de fossiele energiebronnen werd gebruikt voor niet-energetische producten zoals smeermiddelen, asfalt en petrochemicaliën.
Van de aardolie wordt 86% geïmporteerd. Datzelfde geldt voor 72% van het aardgas en voor 97,48% van het uranium. Vooral de afhankelijkheid van Rusland wordt als bedreigend gezien. Zie ook: Russisch-Oekraïens gasconflict 2006, Wit-Russisch-Russisch gasconflict 2004 en Nord Stream.
De uitstoot van koolstofdioxide was 3200 megaton, omgerekend 6,3 ton per persoon. Het wereldgemiddelde was 4,4 ton per persoon.
In de periode 2012-2016 daalde de energieproductie van de EU 5%. De opgewekte hoeveelheid zonne- en windstroom steeg 50% en dekte 13% van de totale elektriciteitsproductie.
In 2023 was hernieuwbare energie de belangrijkste bron van elektriciteit in de Europese Unie die goed was voor 44,7% van de geproduceerde elektriciteit. Fossiele energie was goed voor 32,5% en kerncentrales wekten 22,8% van de totaal opgewekte energie op. De door hernieuwbare energie opgewekte elektriciteit nam in vergelijking met 2022 met meer dan 12 procent toe, en ook de stroom opgewekt door kerncentrales nam toe (1,2 procent). Van fossiele energie kwam in vergelijking met een jaar eerder bijna 20 procent minder stroom. 
Het energiebeleid van de EU maakt deel uit van de Europese Green Deal.

### Infrastructuur
De EU tracht de infrastructuur tussen de lidstaten te verbeteren, bijvoorbeeld door de aanleg en verbetering van trans-Europese Netwerken (TEN). Het gaat hier dan om vervoers-, telecommunicatie- en energie-infrastructuur.
Een ander Europees netwerk is het satellietnavigatiesysteem Galileo. Het wordt gebouwd door de Europese Unie in samenwerking met de Europese Ruimtevaartorganisatie (ESA). Het netwerk zal naar verwachting in 2019 volledig operationeel zijn. Er zullen in totaal zo'n 30 satellieten gelanceerd worden. Galileo wordt vooral gebouwd om de Europese afhankelijkheid van de Verenigde Staten te verkleinen, de VS hebben namelijk de volledige controle over het global positioning system (gps). Ook zou het Galileo-systeem veel nauwkeuriger worden dan de Amerikaanse tegenhanger.
Een ander project is Single European Sky. Het Europese luchtruim is namelijk sterk gefragmenteerd; elk land organiseert zijn eigen luchtverkeersleiding. Veel vliegtuigen volgen dan ook niet hun kortste weg naar hun bestemming (bijvoorbeeld ook omdat ze rond een militair gebied moeten vliegen). Single European Sky moet tot een hogere efficiëntie leiden, een vermindering van de CO2-uitstoot en een verlaging van de kosten voor de passagiers.
Het grensoverschrijdende spoorwegverkeer wordt bevorderd door het subsidiëren van nieuwe verbindingen (in het kader van het TEN-programma) en de invoering van het European Rail Traffic Management System, dat op den duur de meer dan 20 verschillende treinbeïnvloedingssystemen moet vervangen die in de Europese landen bestaan. Onder druk van de Europese Unie heeft Zwitserland het AlpTransit-project uitgevoerd, een grootschalige verbetering van de spoorverbindingen door de Alpen. In ruil daarvoor mocht Zwitserland een kilometerheffing invoeren voor zwaar vrachtverkeer.
Financieel verkeer binnen de EU en een aantal geassocieerde landen is sterk vereenvoudigd door de Single Euro Payments Area (SEPA) in combinatie met het IBAN. SEPA-betalingen zijn gratis voor de gebruiker en zijn (bijna) net zo snel als binnenlandse betalingen. Dankzij SEPA kan men bijvoorbeeld een Zwitsers salaris op een Nederlandse bankrekening ontvangen en in buitenlandse winkels betalen met de betaalpas.

### Regionaal beleid
Op dit moment bestaan er grote economische verschillen tussen de meer en minder welvarende regio's van de EU, zeker na de recente uitbreiding. Tussen de rijkste en armste regio zit zelfs zo'n factor 10 verschil. De Europese Unie probeert deze verschillen te verkleinen door middel van bijvoorbeeld de Structuurfondsen en het Cohesiefonds.

### Onderwijs en onderzoek
Onderwijs is een van de gebieden waarin de EU enkel een ondersteunende rol heeft. Het beleid is vooral gericht op het stimuleren van uitwisselingen, het meest zichtbaar in het ERASMUS-programma. Het is een initiatief van de Europese Commissie voor het hoger onderwijs in de EU. Doel is om uitwisseling onder Europese studenten en docenten/staf te bevorderen. Sinds de oprichting in 1987 hebben zo’n 2 miljoen studenten van het programma gebruikgemaakt. Er wordt ook steun verleend aan het Bolognaproces, dat echter een initiatief van de Raad van Europa is en niet van de EU.
Op het gebied van onderzoek wordt bijvoorbeeld meegewerkt aan ITER, een fusiereactor die in de EU wordt gebouwd. De Unie heeft een waarneemstatus in CERN. Ze heeft afspraken met ESA en werkt samen met ESO, maar deze organisaties staan verder los van de EU.
Door middel van de Framework Programmes for Research and Technological Development financiert de EU wetenschappelijk onderzoek op verschillende gebieden. Het huidige, achtste framework program, dat de naam Horizon 2020 draagt, heeft een budget van naar verwachting 80 miljard euro voor de periode 2014-2020, en is daarmee een van de belangrijkste bronnen van onderzoeksfinanciering in de Europese landen. Ter vergelijking, de Nederlandse Organisatie voor Wetenschappelijk Onderzoek heeft een jaarbudget van ongeveer 650 miljoen euro, en in armere EU-landen zijn de budgetten naar verhouding kleiner. De Europese onderzoeksraad en het naar Marie Curie vernoemde beurzenprogramma zijn onderdeel van de framework programmes. De verschillende acties dienen vaak specifieke politieke doelen, zoals het naar de EU (terug)halen van goede onderzoekers, het bevorderen van mobiliteit van onderzoekers, het aanmoedigen van internationale samenwerking en het bevorderen van economische groei door (technische) innovatie.

### Buitenlandse betrekkingen

#### Buitenlandse handel
De Europese Unie voert tal van handelsbesprekingen met derde landen of groepen van landen, en onder meer: 
- Comprehensive Economic and Trade Agreement (CETA) met Canada
- EU-Japan Economic Partnership Agreement met Japan
- Trans-Atlantisch Vrijhandels- en Investeringsverdrag (TTIP) en Trade in Services Agreement (TISA) met de VS
- Mercosur met landen van Zuid-Amerika
- EU-Vietnam vrijhandelsovereenkomst.

#### Buitenlandse zaken

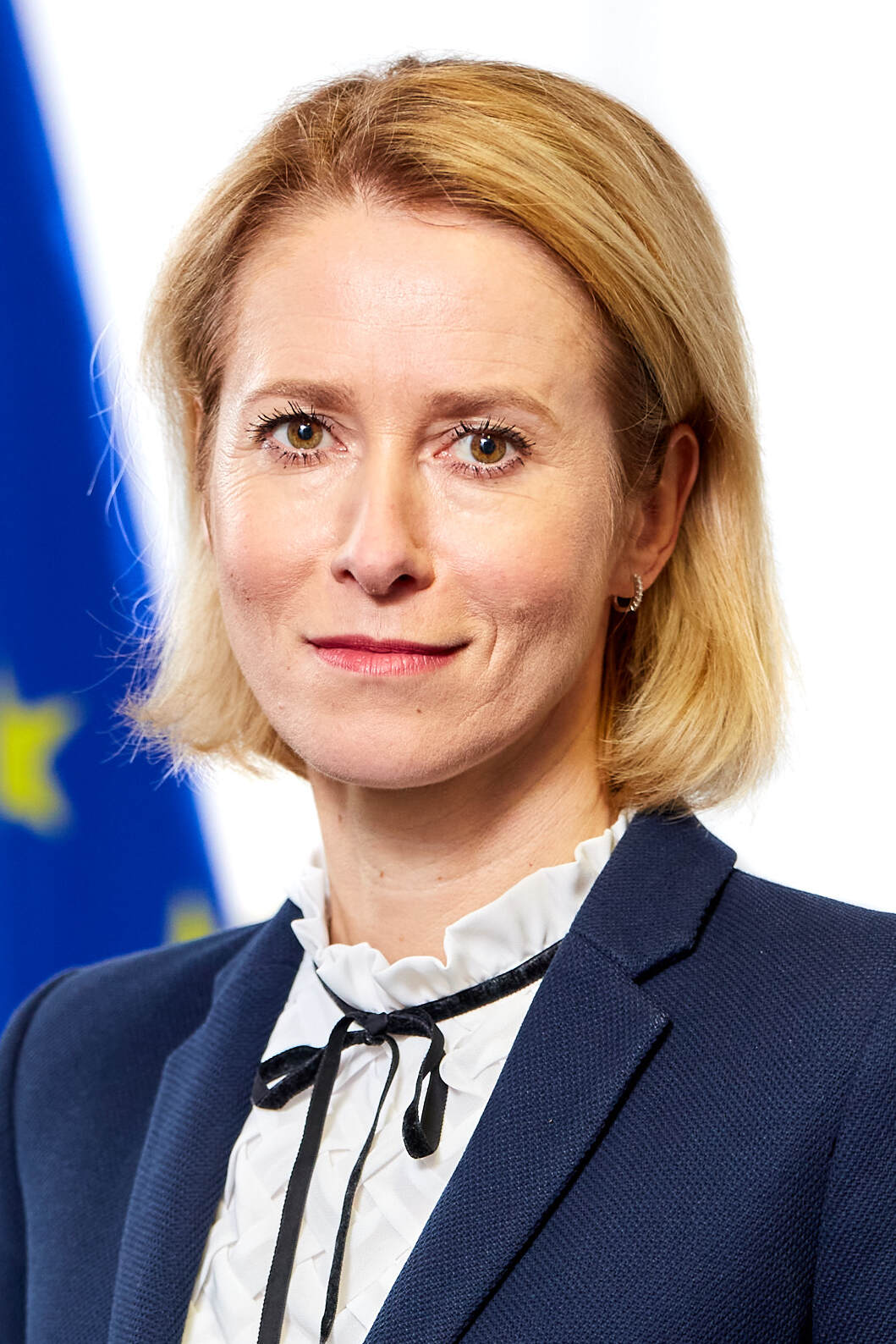
Kaja Kallas, de hoge vertegenwoordiger van de Unie voor Buitenlandse Zaken en Veiligheidsbeleid

Lidstaten vormen hun eigen buitenlands beleid. De Unie kan initiatief nemen als het wenselijk is met één stem te spreken. Er is een hoge vertegenwoordiger van de Unie voor Buitenlandse Zaken en Veiligheidsbeleid. Deze stroomlijnt het optreden van de Unie naar buiten toe, zich baserend op unanieme besluiten van de lidstaten. De hoge vertegenwoordiger wordt bijgestaan door de Europese dienst voor extern optreden.

#### Defensie
Militaire bevoegdheden zijn een nationale aangelegenheid. Lidstaten kunnen op vrijwillige basis civiele en militaire middelen ter beschikking van de EU stellen voor gemeenschappelijke operaties. Binnen de EU wordt er steeds meer gestreefd naar een gemeenschappelijk defensiebeleid, onder andere door de oprichting van het Europees Defensieagentschap. Dit zou kunnen leiden tot een gemeenschappelijke defensie. Dit doel wordt ook kenbaar gemaakt in de preambule van het Verdrag betreffende de Europese Unie:

VASTBESLOTEN een gemeenschappelijk buitenlands en veiligheidsbeleid te voeren met inbegrip van de geleidelijke bepaling van een gemeenschappelijk defensiebeleid dat tot een gemeenschappelijke defensie zou kunnen leiden, overeenkomstig de bepalingen van artikel 42, daarbij de Europese identiteit en onafhankelijkheid versterkend, teneinde vrede, veiligheid en vooruitgang in Europa en in de wereld te bevorderen

Lidstaten zijn ook verplicht elkaar te helpen in het geval dat een van hen wordt aangevallen.
Eventueel kunnen een groep van lidstaten in het kader van nauwere samenwerking besluiten tot een verdergaande samenwerking op het gebied van defensie.
Een voorbeeld van een huidige Europese militaire operatie is Operatie Atalanta, die als doel heeft de piraterij voor de Somalische kust te stoppen. Het gaat om de eerste militaire operatie op zee voor de Europese Unie.

#### Ontwikkelingssamenwerking
De EU-instituten en -lidstaten zijn gezamenlijk de grootste donor van nood- en ontwikkelingshulp (ODA) in de wereld, met een totaal van meer dan 70 miljard euro (2021). De EU-instituten waren in 2022 met 23 miljard dollar de derde grootste donor, na de Verenigde Staten (55 miljard) en Duitsland (35 miljard). In 2021 was het gemiddelde budget voor ontwikkelingssamenwerking van de EU-landen 0,49% van het bbp. In 2022 behaalden vier lidstaten streefcijfer van 0,7%: Denemarken (0,7%), Duitsland (0,83%), Zweden (0,9%) en Luxemburg (1,0%).

## Bevolking

Verstedelijking in Europa

De Europese Unie heeft ongeveer 450 miljoen inwoners. Op het hele Europese continent wonen ongeveer 745 miljoen mensen. De EU heeft een netto bevolkingsgroei, wat vooral gedreven wordt door een netto immigratie in de meeste lidstaten. De Europese Unie omvat 7,3% van de totale wereldbevolking, terwijl het 3% van de landoppervlakte op de wereld kent. Met een bevolkingsdichtheid van 109 inw./km² is de EU een van de dichtstbevolkte regio’s van de wereld. Ruim 70% van de bevolking leeft in stedelijk gebied. Het Europese netwerk van steden is gemiddeld dichter dan in andere delen van de wereld, met overwegend middelgrote in plaats van grote steden. De meerderheid van de EU-inwoners woont in steden met een grootte tussen de 250.000 en 5 miljoen inwoners. Er zijn in de EU zes steden met meer dan drie miljoen inwoners, en negentien steden die één tot drie miljoen inwoners hebben.

### Talen
De 24 officiële talen van de instituten van de Europese Unie zijn:
- Bulgaars
- Deens
- Duits
- Engels
- Estisch
- Fins
- Frans
- Grieks
- Hongaars
- Iers
- Italiaans
- Kroatisch
- Lets
- Litouws
- Maltees
- Nederlands
- Pools
- Portugees
- Roemeens
- Sloveens
- Slowaaks
- Spaans
- Tsjechisch
- Zweeds

Alle besluiten van de instellingen worden vertaald in alle officiële talen. Europese burgers hebben daarnaast het recht zich te wenden tot de Europese instellingen in een van de officiële talen en hebben het recht in dezelfde taal antwoord te krijgen. Naast de 24 officiële verdragstalen worden er ook veel regionale minderheidstalen gesproken. Om de meertaligheid te garanderen werkt de EU met vertalers en tolken.

### Religie

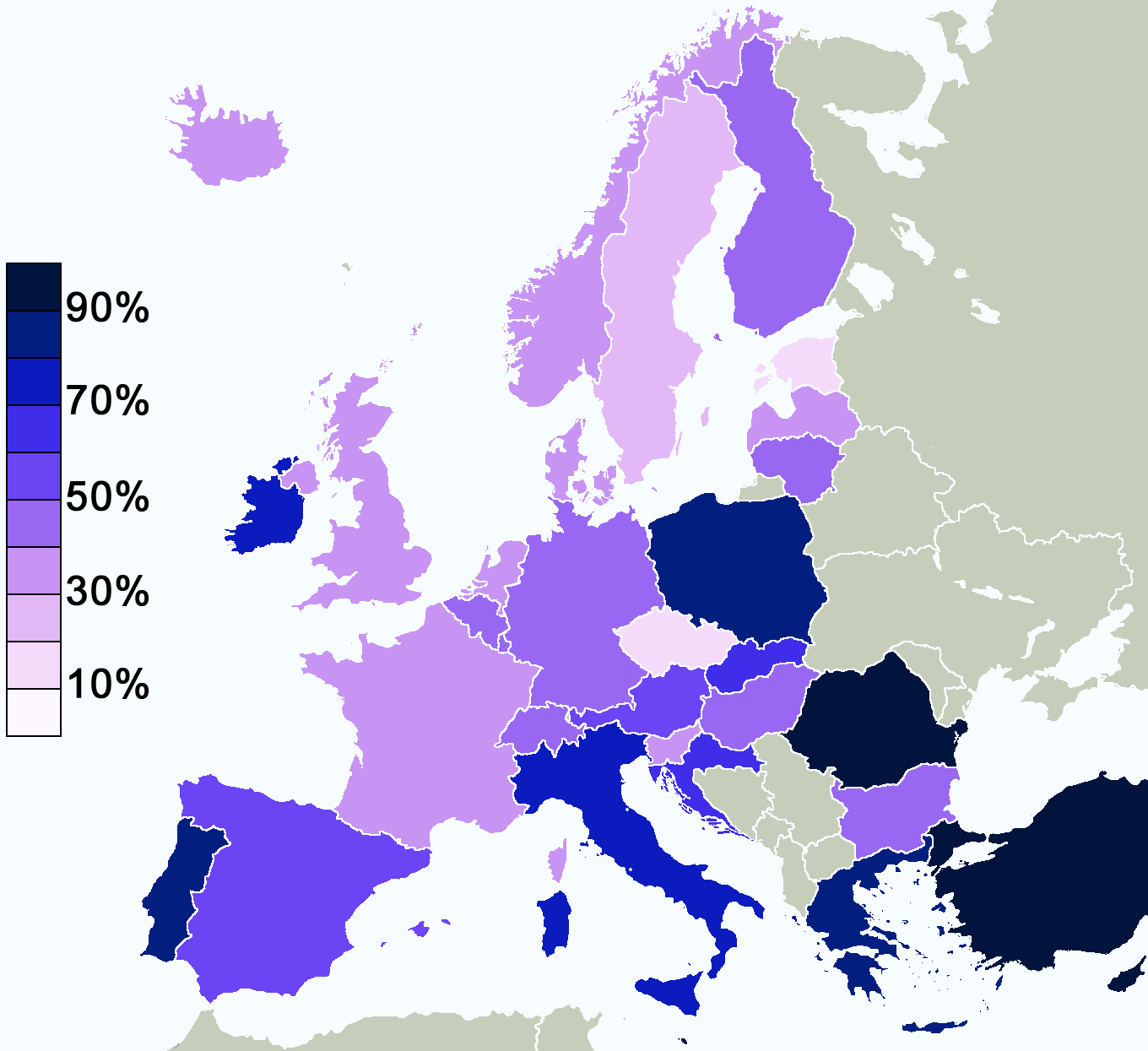
Percentage Europeanen per lidstaat dat religieus is in 2005 (kaart is inclusief enkele niet-EU-landen)

De Europese Unie is een seculier orgaan, zonder formele relaties met wat voor religie dan ook en zonder vermelding van religie in huidige of voorgestelde verdragen. Tijdens discussies omtrent de ontwerptekst van de Europese Grondwet en later het Verdrag van Lissabon waren er voorstellen om naar het christendom of God te verwijzen in de inleiding van de tekst. Dit idee stuitte echter op veel weerstand, waardoor het uiteindelijk niet werd aangenomen. De oppositie tegen de inleiding zoals hij zonder vermelding van religies was geworden, werd mede veroorzaakt doordat de Oudheid en de Verlichting wel genoemd werden, waardoor de preambule volgens sommigen geen recht deed aan de geschiedenis en christelijke bron van de Europese beschaving.
De gedachte om te verwijzen naar het jodendom en christendom komt voort uit het gegeven dat het christendom de dominante religie was in alle huidige EU-lidstaten, en dat nog steeds is in de meeste van deze staten. Het christendom in de Europese Unie kan ruwweg verdeeld worden in het rooms-katholicisme, een brede hoeveelheid protestantse kerken (vooral in Noord-Europa) en de Oosters-orthodoxe kerken (vooral in Zuidoost-Europa). Andere religies, vooral de islam en het jodendom, komen ook voor. Er leven in de Europese Unie ruwweg meer dan een miljoen joden en 13 tot 16 miljoen moslims.

### Cultuur
Elk jaar wordt door het Europees Parlement een culturele hoofdstad van Europa gekozen. Het doel hiervan is de rijkdom, de verscheidenheid en de gemeenschappelijke kenmerken van de Europese culturen tot hun recht te laten komen en ertoe bij te dragen dat de burgers van de Europese Unie elkaar beter leren kennen.

## Onderscheidingen
Als erkenning voor zijn werk heeft de Europese Unie de onderscheidingen ontvangen:
- 2012 Nobelprijs voor de Vrede[54][55]
"Voor de bijdrage van meer dan zes decennia aan de bevordering van vrede en verzoening, democratie en mensenrechten in Europa".